# Roman Fleszar
Roman Marek Fleszar (ur. 12 lipca 1966 w Tarnowie) – polski artysta malarz, pedagog, działacz na rzecz kultury i sztuki. Mąż Ewy Fleszar od 1991 r.
Debiutował w 1985 roku wystawą w Wojewódzkim Ośrodku Kultury w Tarnowie. Studiował w Państwowej Wyższej Szkole Sztuk Plastycznych w Poznaniu i Akademii Goetz-Dederian w Paryżu. Dyplom magisterski z malarstwa uzyskał w Poznaniu w 1992 r. Był stypendystą Ministerstwa Kultury i Sztuki w 1998 i 1999 r. oraz wieloletnim członkiem zarządu głównego ZPAP w Tarnowie. W 2016 r. obronił doktorat na Akademii Sztuk Pięknych w Krakowie. W 2018 r. otrzymał Stypendium Prezydenta Miasta Tarnowa.
Od 2017 r. tworzy muzykę elektroniczną pod pseudonimem DROM 66.
Wziął udział w ponad 50 wystawach indywidualnych i ponad 70 wystawach zbiorowych, a jego obrazy znajdują się w kolekcjach muzeów i galerii w Polsce i za granicą. Realizował projekty artystyczne m.in. w Chinach i USA. W 2019 r. został odznaczony Medalem Stulecia Odzyskanej Niepodległości.
Obecnie prowadzi Pracownię Rysunku na Wydziale Sztuki Akademii Tarnowskiej. W 2023 roku prowadził również wykłady zewnętrzne na Akademii Sztuk Pięknych w Bari, we Włoszech.

## Życiorys

### Młodość
Roman Fleszar urodził się 12 lipca 1966 roku w Tarnowie jako syn Andrzeja i Marii Fleszarów. Uczęszczał do Państwowego Liceum Sztuk Plastycznych w Tarnowie, gdzie uczył się malarstwa. Jeszcze jako licealista, w 1986 roku, zadebiutował wystawą w Wojewódzkim Ośrodku Kultury w Tarnowie. W następnym roku rozpoczął studia na Wydziale Malarstwa Państwowej Wyższej Szkoły Sztuk Plastycznych w Poznaniu. Tam też poznał Ewę Mikulską, swoją przyszłą żonę. Rok akademicki 1988/1989 spędził na prywatnej Akademii Goetz-Dederian w Paryżu. Rok później w Paryżu odbyła się pierwsza zagraniczna wystawa w budynku poczty w Quartier de l'Ecole-Militaire. W 1992 roku w Poznaniu uzyskał dyplom magisterski z dziedziny malarstwa w pracowni prof. Jana Świtki.

### Działalność artystyczna
W latach 1993-1997 uczył malarstwa i rysunku w PLSP w Tarnowie. W 1998 r. wraz z żoną przeniósł się na stałe do Karwodrzy pod Tarnowem, gdzie od tej pory wspólnie prowadzą swoją pracownię artystyczną.
Od lat 90. wystawy jego prac organizowane są regularnie w wielu miejscach w Polsce, m.in. w Tarnowie, Krakowie, Rzeszowie, Lublinie oraz w Warszawie. Od roku 1997 wziął udział w 13 wystawach za granicą; w Słowenii, Belgii, USA, Francji, Rosji, Ukrainie, Irlandii, na Węgrzech, w Gruzji i w Szwajcarii.
W 2014 r. rozpoczął pracę doktorską o tytule „Przestrzenie Równoległe”, którą w lutym 2016 r. obronił na Akademii Sztuk Pięknych w Krakowie. W kolejnych latach odbywały się wspólne wystawy Romana i Ewy Fleszarów o tym samym tytule.
Spędził kilka lat życia w Stanach Zjednoczonych, gdzie, we współpracy z międzynarodowymi zespołami malarzy, zajmował się sztuką sakralną, m.in. w katedrze św. Jakuba w Orlando czy w bazylice św. Antoniego w Beaumont w stanie Teksas. Zaprojektował również wiele kościołów.
W 2015 roku spędził 6 miesięcy w Chinach, w miejscowości Yantai, w prowincji Szantung, pracując nad polichromiami w prywatnej rezydencji pałacowej, Szkockim Zamku w winnicy Treaty Port.
Na początku roku 2023 Muzeum Okręgowe w Tarnowie ogłosiło, że Fleszar zostanie koordynatorem projektu odtworzenia Panoramy Siedmiogrodzkiej Jana Styki.

## Twórczość

### Malarstwo
Uprawia malarstwo sztalugowe, rysunek, pastel oraz realizacje sakralne, a sam został opisany jako swobodnie poruszający się we wszystkich malarskich technikach.
Twórczość malarska Romana Fleszara to w dużej mierze malarstwo figuratywne, pejzaże, portrety, sceny rodzajowe, a także dzieła abstrakcyjne lub z jej elementami. W najbardziej charakterystycznych dziełach, przestrzeń obrazu można podzielić często na trzy główne elementy składowe; postać ludzką lub zwierzęcą, figury geometryczne i struktury ekspresyjne nawiązujące m.in. do świata przyrody. W recenzjach jego dzieł często wspominany jest motyw tajemniczości i niejednoznacznej symboliki.
Krytycy zwracają często uwagę na relację między malarstwem Romana a rzeźbą Ewy Fleszar, wskazując na wyraźny dialog pomiędzy tymi dwoma gatunkami sztuki.
Sam mówiąc o swojej twórczości, Artysta wskazuje na inspiracje światem natury oraz człowiekiem. Natura w obrazach Fleszara to w jego oczach „zestaw form nieograniczonych w swojej wielkości (kosmos, wszechświat itd.) i nieograniczonych w swojej małości (komórka, atom itd.) – niewidzialnych dla oka.”. Usiłuje łączyć jej stronę realną i namacalną z tym, co może być wytworem wyobraźni. Człowiek, słowami Fleszara, to „najbardziej tajemnicza cząstka Natury (w sensie biologicznym) i jej użytkownik – w sensie kulturowym”.

#### Wybrane wystawy indywidualne
- 1986: debiut – Wojewódzki Ośrodek Kultury (Tarnów)
- 1990: La Poste- Ecole Militaire (Paryż)
- 1997: BWA (Piła)
- 1998: Galeria Quatro, Rzeszów, BWA (Krynica-Zdrój), Dworek Paderewskiego (Kąśna Dolna)
- 1999: Hotel Gołębiewski (Mikołajki)
- 2000: BWA (Sandomierz), BWA (Gorlice), BWA (Nowy Sącz), BWA (Rzeszów), Galeria Sztuki LSB (Lublin)
- 2001: Międzynarodowe Targi Poznańskie (Poznań), Miejska Galeria Sztuki (Częstochowa), Muzeum Archeologiczno-Historyczne (Głogów), BWA (Gorzów Wielkopolski), Salon Sztuki Współczesnej BWA (Bydgoszcz)
- 2002: BWA (Sieradz)
- 2004: Galeria Wirydarz (Lublin), Pałac Małachowskich (Nałęczów)
- 2005: Galeria Sukiennice (Kraków)[18]
- 2007: BWA (Tarnów)[19]
- 2008: Galeria Sztuki (Kazimierz Dolny nad Wisłą)
- 2012: Galeria Wirydarz (Lublin)
- 2016: Galeria Pryzmat (Kraków)
- 2017: Zamek w Nowym Wiśniczu[20]
- 2018: Muzeum im. S. Fischera (Bochnia), Centrum Sztuki Współczesnej Solvay (Kraków)
- 2019: Muzeum okręgowe w Tarnowie, BWA Tarnów, Dwór Karwacjanów w Gorlicach, Centrum Paderewskiego (Kąśna Dolna), Muzeum Sztuki Adżarii (Batumi, Gruzja)[21], Art Gallery Heron Live Hotel (Gródek nad Dunajcem)
- 2020: Płocka Galeria Sztuki, Galeria Sztuki Miejski Ośrodek Kultury w Dębicy, Miejska Galeria Sztuki MM w Chorzowie, Galeria PODDASZE (Zakliczyn), Galeria Wydziału Sztuki (Tarnów), Centrum Paderewskiego (Kąśna Dolna), Osobliwości Galeria Sztuki Wirydarz (Lublin)[22]
- 2021: BWA Rzeszów, Dworzec Autobusowy w Krakowie[23]
- 2023: Galeria Arteka w Tarnowie[24]

#### Wybrane wystawy zbiorowe
- 1992: Tydzień Młodej Sztuki (Poznań)
- 1996: Grupa 6 (Tarnów)
- 1997: Miesiąc Malarstwa (Warszawa), Obraz 97 (Kraków), 50 lat ZPAP (Tarnów), cykl wystaw Twarze Słowenii i jej ludzie (Słowenia)[11]
- 1998: Festiwal Polskiego Malarstwa Współczesnego (Szczecin)
- 1999: Artyści Polski Południowo-Wschodniej (Rzeszów)
- 2001: wystawa malarstwa (Schoten, Belgia)
- 2005: Saint-Jean de Braye (Francja)
- 2011: Salon 100-lecia ZPAP Pałac Sztuki (Kraków)
- 2012: Nowe otwarcie Galeria ZPAP (Warszawa)
- 2013: cykl wystaw Doktorantów ASP w Krakowie (Kraków), Galeria Politechniki Krakowskiej (Kraków), Muzeum w Będzinie (Będzin), Instytut Polski (Sankt Petersburg, Rosja), Galeria w Józefów (Warszawa)
- 2014: cykl wystaw Exercise: Galeria Lameli (Kraków), Lwowska Narodowa Galeria Sztuki (Zamek Żółkiewski, Lwów), James Howe Gallery (Union, New Jersey, USA)[25], Centre for Creative Practices (Dublin, Irlandia)[26]
- 2015: cykl wystaw Exercise: Platan Galeria es Latarka (Budapeszt, Węgry)[27], PIASA-The Polish Institute of Arts and Sciences of America (Nowy Jork, USA)
- 2016: Wystawa Nałęczowska Sierpniówka –Termy Pałacowe Nałęczów
- 2017: Salon Wiosenny, BWA Tarnów, Lubliniana Galeria Sztuki Wirydarz w Lublinie
- 2018: Ogólnopolski Plener Malarski Księży Dwór Zamek Krzyżacki w Działdowie[28]
- 2019: Relacje Galeria Szyb Wilsona Katowice[29]
- 2020: + 1,5 Changes Everything, Galeria Nielaba Bern (Szwajcaria)[30]
- 2022: Wystawa Relacje ASP Kraków i Politechnika Krakowska[31]
- 2023: Wystawa Salvador Dali i inni Galeria Arteka w Tarnowie[32]

### Muzyka elektroniczna
W 2017 r. Roman Fleszar rozpoczął działalność muzyczną pod pseudonimem DROM 66, debiutując płytą „Polish Electronic Music – Sounds of Imagination”. Wziął udział w nagraniu szeregu płyt zbiorowych, współpracując m.in. z muzykami Blindmachine czy JDan Project. W 2022 roku ukazała się pierwsza płyta solowa pod tytułem „Graviter”.
Tworzy syntezatorową muzykę elektroniczną.

#### Dyskografia
| Rok  | Tytuł    |
| ---- | -------- |
| 2022 | Graviter |

| Rok  | Tytuł                 |
| ---- | --------------------- |
| 2017 | Sounds of Imagination |
| 2018 | Sequential Friends    |
| 2018 | Winter Solstice       |
| 2019 | IPB – Jammsession     |
| 2024 | Theatrum Mechanicum   |